# Alan Dowty
Alan Dowty (nacido el 15 de enero de 1940) es un escritor estadounidense y profesor emérito de ciencias políticas de la Universidad de Notre Dame, anteriormente profesor de la cátedra Kahanoff de Estudios de Israel en la Universidad de Calgary (2003-2006) y presidente de la Asociación de Estudios de Israel (2005-2007), cuyo trabajo reciente se centra en la política israelí y el conflicto árabe-israelí, en el que se ha esforzado por adoptar un punto de vista objetivo y equidistante entre la historiografía sionista y la palestina.
Ira Sharkansky, de la Universidad Hebrea, califica el libro "The Jewish State: A Century Later" escrito por Dowty como "la evaluación más completa y sensata que haya visto sobre la democracia en Israel ".
Dowty obtuvo la licenciatura en el Shimer College (1959), seguida después por una maestría y un doctorado en la Universidad de Chicago (1963). Regresó a Shimer para enseñar durante un tiempo en 1966, y desde 2010 es vicepresidente de la Asociación de Alumnos de su alma mater.

## Obra publicada
- The Limits of American Isolation, (New York University Press, 1971)

- Middle East Crisis: U.S. Decision Making in 1958, 1970, and 1973, (University of California Press, 1984)

- Closed Borders: The Contemporary Assault on Freedom of Movement, (Yale University Press, 1987)

- The Jewish State: A Century Later, (University of California Press, 1998, 2001)

- Israel/Palestine, (Polity Press, 2005, 2008)